# Пиер Бове
Пиѐр Бовѐ (на френски: Pierre Bovet) е швейцарски психолог и педагог.

## Биография
Роден е на 5 юни 1878 г. в Граншан (Grandchamp), комуна Будри, Швейцария. Започва да учи в Ньошател и Женева и завършва през 1902 г.
В периода 1902 – 1912 г. преподава философия и психология в Университета в Ньошател. През 1913 г. Едуар Клапаред го извиква в Женева да ръководи Института „Жан-Жак Русо“.
Бове играе важна роля в развитието на образованието. Той е сред основателите на Международното бюро за образование. Директор е на бюрото между 1925 и 1929 г.
Умира на 2 декември 1965 г. в Будри (Boudry), Швейцария.